# Ninety Mile Desert
Ninety Mile Desert är en öken i Australien. Den ligger i delstaten South Australia, omkring 500 kilometer öster om delstatshuvudstaden Adelaide.
Trakten runt Ninety Mile Desert består till största delen av jordbruksmark. Trakten runt Ninety Mile Desert är nära nog obefolkad, med mindre än två invånare per kvadratkilometer. Genomsnittlig årsnederbörd är 514 millimeter. Den regnigaste månaden är februari, med i genomsnitt 77 mm nederbörd, och den torraste är januari, med 16 mm nederbörd.